# Bertrand Roiné
Bertrand Roiné, né le 17 février 1981 à Sainte-Gemmes-d'Andigné (Maine-et-Loire), est un joueur de handball français naturalisé qatarien. 
Après avoir évolué en France et être devenu champion du monde 2011 avec l'Équipe de France, il rejoint en août 2012 le Qatar puis évolue avec sa sélection avec laquelle il devient vice-champion du monde 2015 à la suite de sa défaite en finale contre la France. Il participe ensuite aux Jeux olympiques 2016 puis au Championnat du monde 2017 en France.

## Biographie
Il commence sa carrière à Angers Noyant HB avec lequel il connaît la montée D1 en 2000. En 2004, il est approché par le Chambéry Savoie HB mais préfère partir pour le Dunkerque HBGL où la pression sur les joueurs est moins forte.
En 2005, il connaît sa première sélection en Équipe de France à l'occasion des Jeux méditerranéens de 2005 à Almeria.
Finalement il rejoint le club savoyard en 2006. Élu meilleur arrière gauche du championnat 2006/07, il accumule les places d'honneur avec Chambéry derrière le Montpellier Handball. Il est ainsi retenu en Équipe de France au Championnat du monde 2011 où les « Experts » remportent leur quatrième titre mondial, le premier pour Roiné.
En fin de contrat en août 2012 et n'ayant pas trouvé d'accord pour une prolongation en Savoie, l'arrière gauche décide de poursuivre sa carrière au Qatar en signant un contrat d'un an avec le club de Lekhwiya HT.
En octobre 2013, il évolue avec l'équipe nationale du Qatar lors d'un match amical. 
Puis, le 4 janvier 2014, il affronte la France lors de la deuxième étape de la Golden League. Un an plus tard, il marque 3 buts lors du match inaugural du championnat du monde 2015, gagné 28 à 23 face au Brésil. Avec un important rôle en défense et 16 buts marqués, il a une contribution majeure pour l'équipe du Qatar qui a atteint la finale de son championnat du monde, malgré les nombreuses critiques envers l'équipe du Qatar.
Il termine sa carrière de joueur de handball le 9 mai 2021

## Palmarès

### Club
- Vice-Champion de France : 2008, 2009, 2010, 2011, 2012
- Finaliste de la Coupe de la Ligue en 2011
- Finaliste du Trophée des Champions en 2010, 2011
- Finaliste de la Coupe de France en 2009, 2011

### En équipes nationales
Avec la  France
- 7e place aux Jeux méditerranéens de 2005
- Médaillé d'or au Championnat du monde 2011 en Suède

Avec le  Qatar
- Médaille d'or au Championnat d'Asie 2014
- Médaille d'or aux Jeux asiatiques 2014
- Médaillé d'argent au Championnat du monde 2015
- Médaille d'or au Championnat d'Asie 2016
- 8e place aux Jeux olympiques 2016
- 8e place au Championnat du monde 2017
- Médaille d'or au Championnat d'Asie 2018
- 13e place au Championnat du monde 2019

## Popularité
À Segré (Maine-et-Loire), une salle de sport porte son nom.

## Galerie

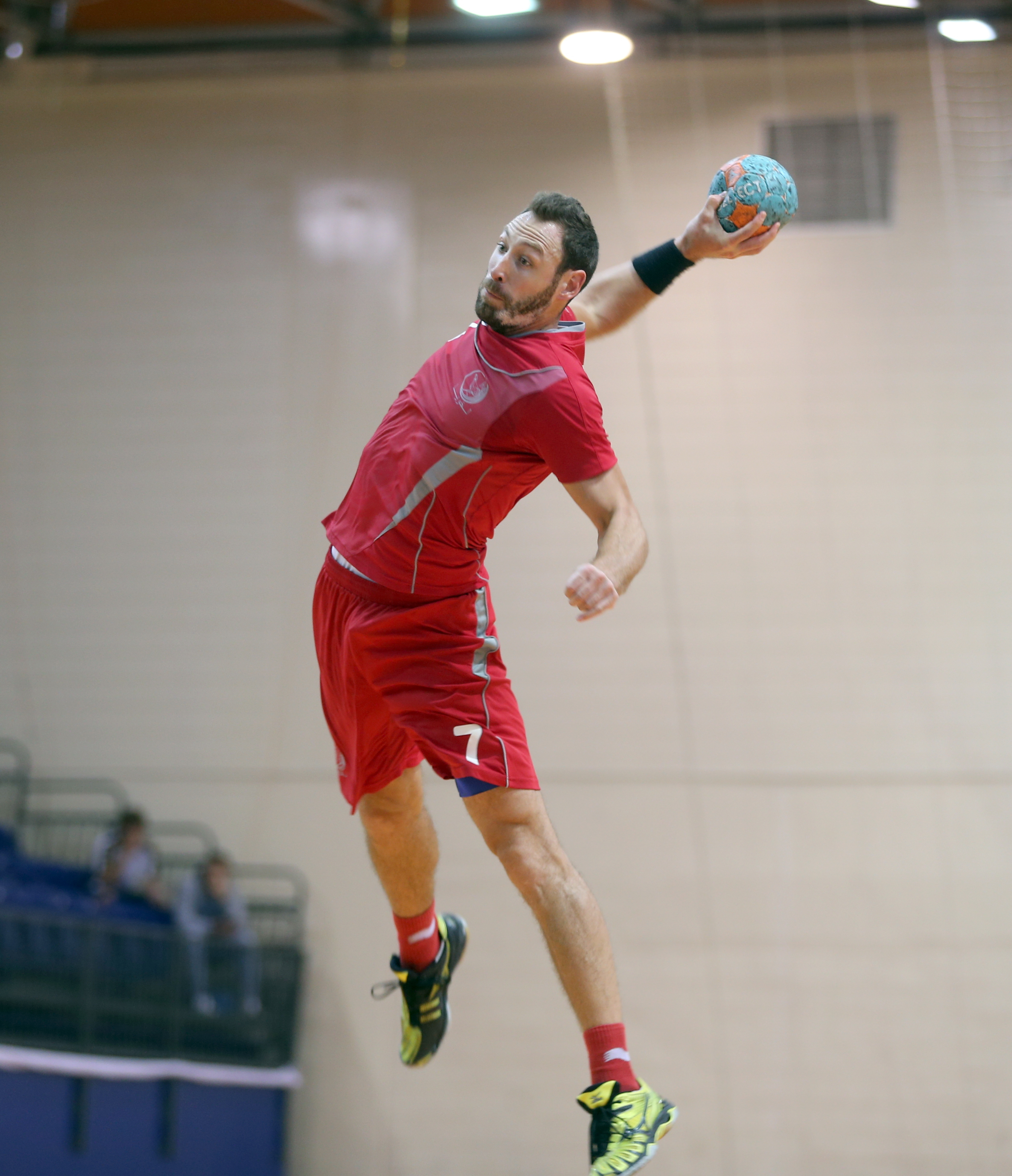
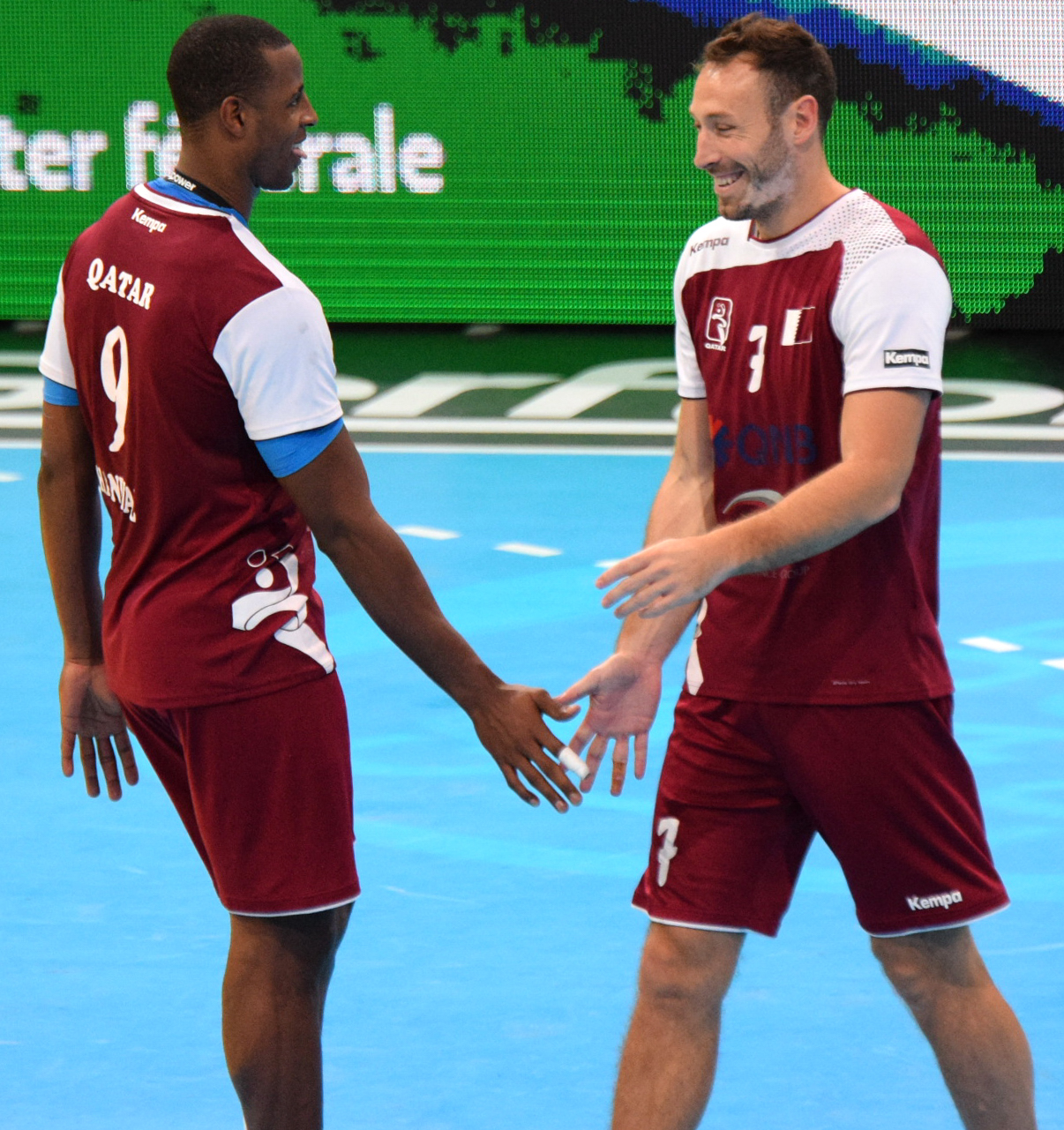
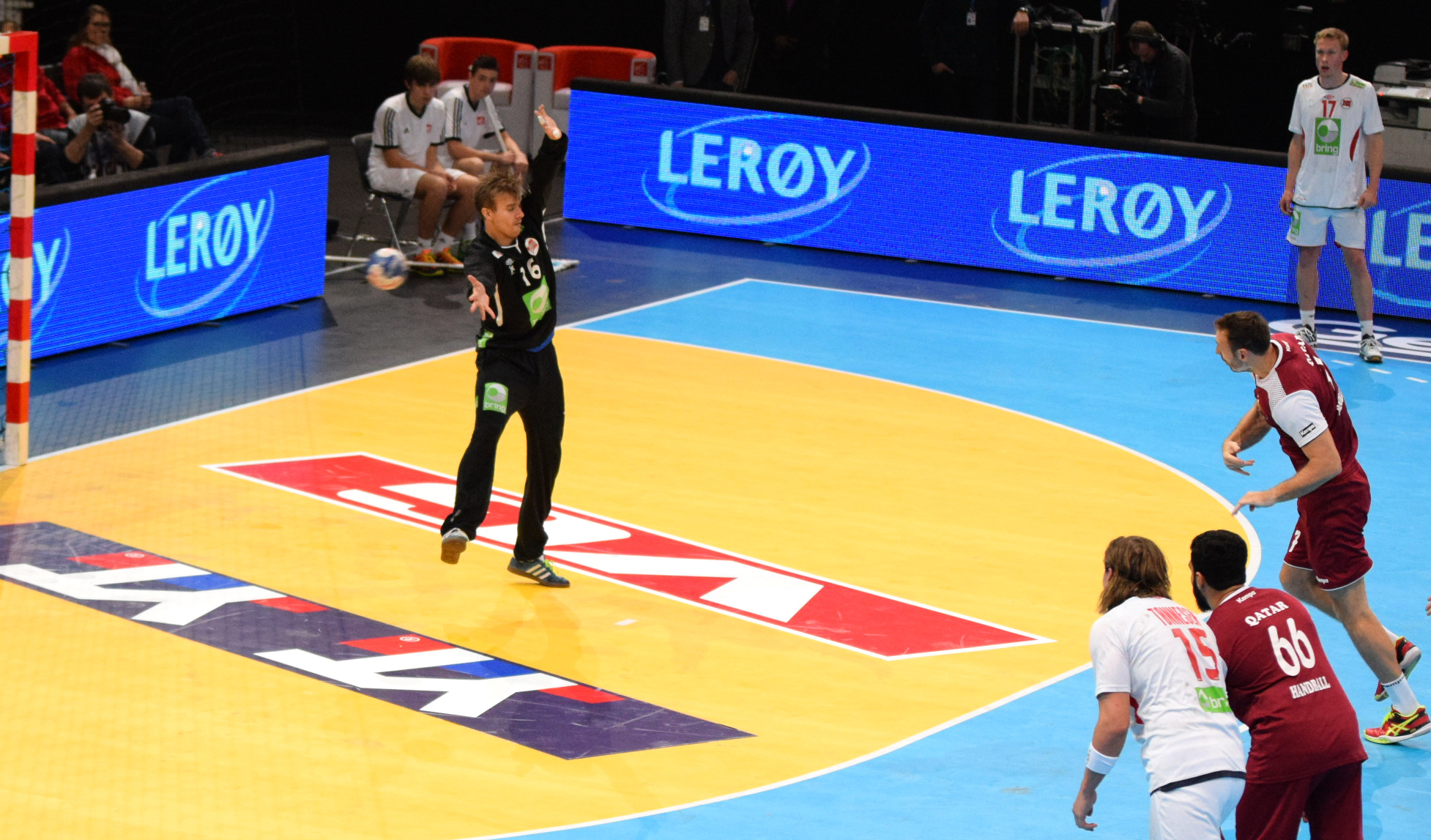
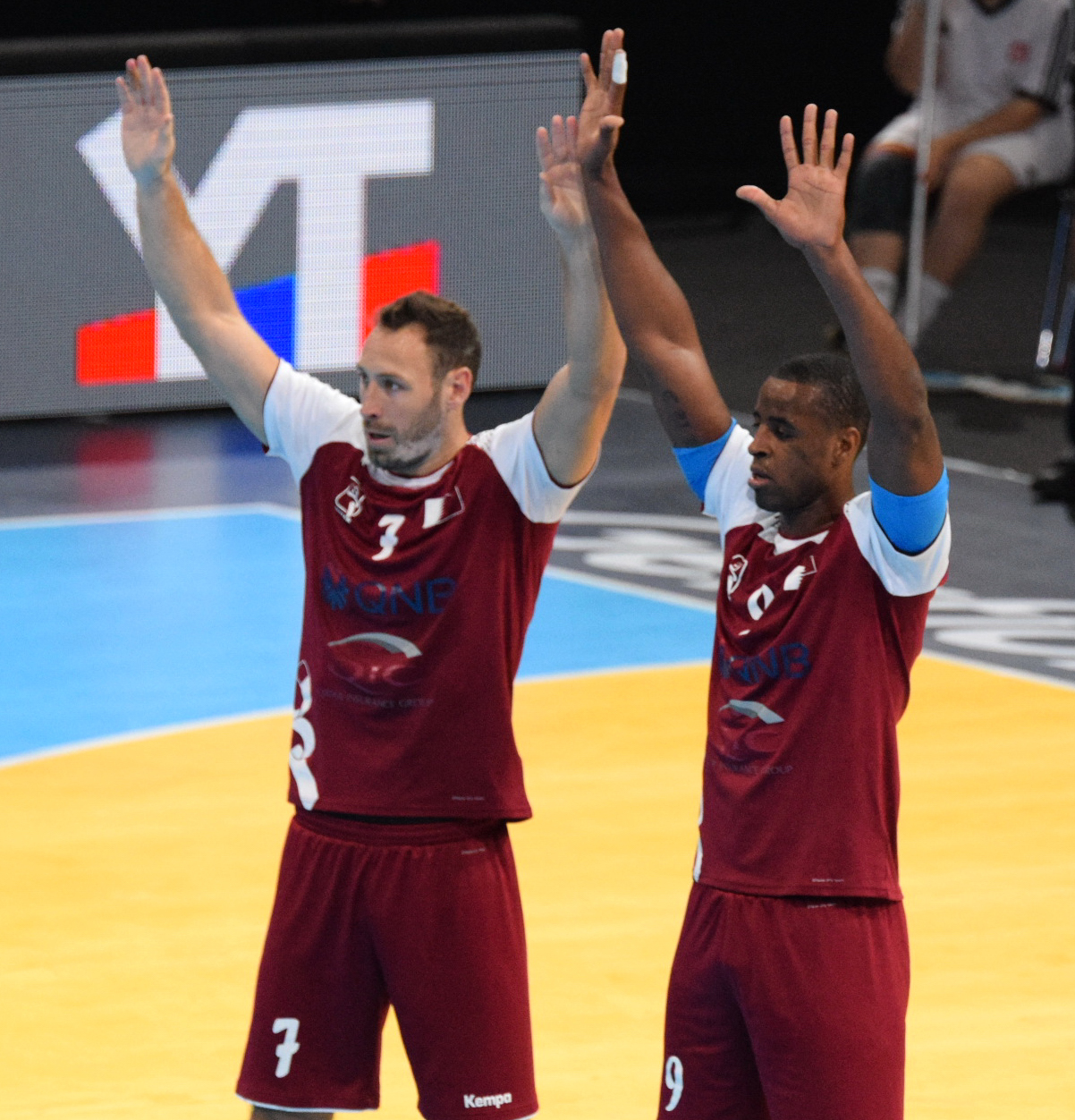
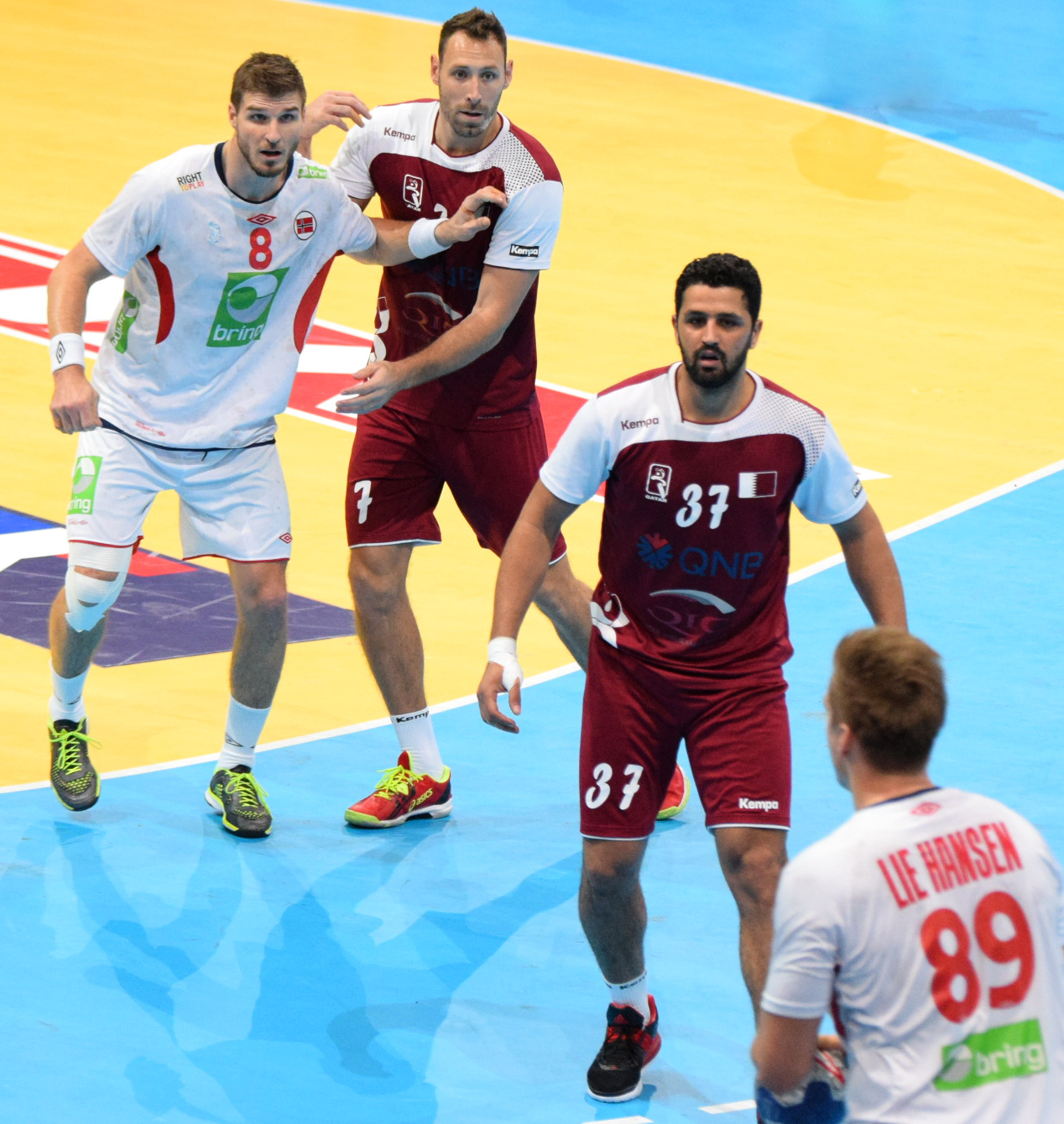